# جون إي. ماكونيل
جون إي. ماكونيل هو محامي وسياسي أمريكي، ولد في 6 ديسمبر 1863 في فارمنغتون في الولايات المتحدة، وتوفي في 6 ديسمبر 1928 في لاكروس في الولايات المتحدة. نشط حزبياً في الحزب الجمهوري. وقد انتخب عضو جمعية ولاية ويسكونسن ‏.